# Fedora nodosa
Fedora nodosa is een mosdiertjessoort uit de familie van de Ascosiidae. De wetenschappelijke naam van de soort is voor het eerst geldig gepubliceerd in 1947 door Silén.